# Resolutie 373 Veiligheidsraad Verenigde Naties
Resolutie 373 van de Veiligheidsraad van de Verenigde Naties werd unaniem aangenomen op de 1838e vergadering van de Raad op 18 augustus 1975. De resolutie beval de Algemene Vergadering van de Verenigde Naties aan om Sao Tomé en Principe toe laten als VN-lidstaat, nadat dit land op 12 juli 1975 onafhankelijk was geworden van Portugal.

## Inhoud
De Veiligheidsraad had de aanvraag van Sao Tomé en Principe bestudeerd, en beval de Algemene Vergadering aan Sao Tomé en Principe toe te laten als VN-lidstaat.

## Verwante resoluties
- Resolutie 356 Veiligheidsraad Verenigde Naties (Guinee-Bissau)
- Resolutie 372 Veiligheidsraad Verenigde Naties (Kaapverdië)
- Resolutie 374 Veiligheidsraad Verenigde Naties (Mozambique)
- Resolutie 375 Veiligheidsraad Verenigde Naties (Papoea-Nieuw-Guinea)

Lijst ·  367 ·  368 ·  369 ·  370 ·  371 ·  372 ·  373 ·  374 ·  375 ·  376 ·  377 ·  378 ·  379 ·  380 ·  381 ·  382 ·  383 ·  384